# Journal of Controversial Ideas
『Journal of Controversial Ideas』（JCI）は、オープンアクセスの査読付き総合学術雑誌で、学者の意向に応じて論文を偽名で公表することを認めている。第1号は2021年4月23日に発行され、毎年発行される予定である。

## 経緯
『Journal of Controversial Ideas』は倫理哲学者のフランチェスカ・ミネルヴァ、ジェフ・マクハマン、ピーター・シンガーによって2018年11月に創刊された。「倫理的、社会的、イデオロギー的に好ましくない、あるいは不快であると多くの人が考えるような広く論争を呼ぶような問題についての慎重かつ緻密な議論」を求め、2020年4月から投稿の受付を開始し、 2021年4月に第1号が発行された。
『Journal of Controversial Ideas』は、2012年に『Journal of Medical Ethics』に投稿された子供の安楽死についての論文にミネルヴァが共著者として参加したことで、ミネルヴァが殺害予告を受けたり就職が困難になったりするなどの経験をしたことから着想を得たものである。その後、ミネルヴァは2014年に『Bioethics』で「なぜ偽名で論文を書くことが学問の自由の擁護につながるのか」と題した論文を公表した。このことがマクマハンとシンガーの間での議論のきっかけとなり、ミネルヴァによるとこれが「人々が他の雑誌では公表できないと考えるような論文を公表できる雑誌を作る」という構想につながった。マクマハンは、『Journal of Controversial Ideas』を「自分の考えが左派や右派、所属大学の当局との間で問題になると考える人が、偽名でそれを公表できるようにするものである」と述べた。
2021年に第1号で発表された10本の記事のうち、3本が偽名で書かれたものである。

## 評価
『Philosophy』の編集者は、『Journal of Controversial Ideas』がジョン・スチュアート・ミルの精神を継承していることを賞賛したが、偽名を認めることが学術的な議論の質を低下させるのではないかと疑問を呈した。また、「自由主義の西洋社会において最も名声のある大学」に所属する一流の学者が、別の時代ではサミズダートに相当する活動を行うことは皮肉であると綴った。タイラー・コーエンは、『Journal of Controversial Ideas』が「アカデミアに現実に蔓延している同調圧力」を浮き彫りにする一方、同時に特定の考えを「ゲットー化」し得ると述べた。ラッセル・ブラックフォードは『Journal of Controversial Ideas』の創刊を歓迎し、第1号は「倫理学や公共政策を扱う最も名高い学術雑誌と比較可能なレベルにある」と評したものの、同誌が総合雑誌を目指している一方で第1号はほぼ「哲学の専門誌」であったと述べた。